# 拉比 (特伦托自治省)

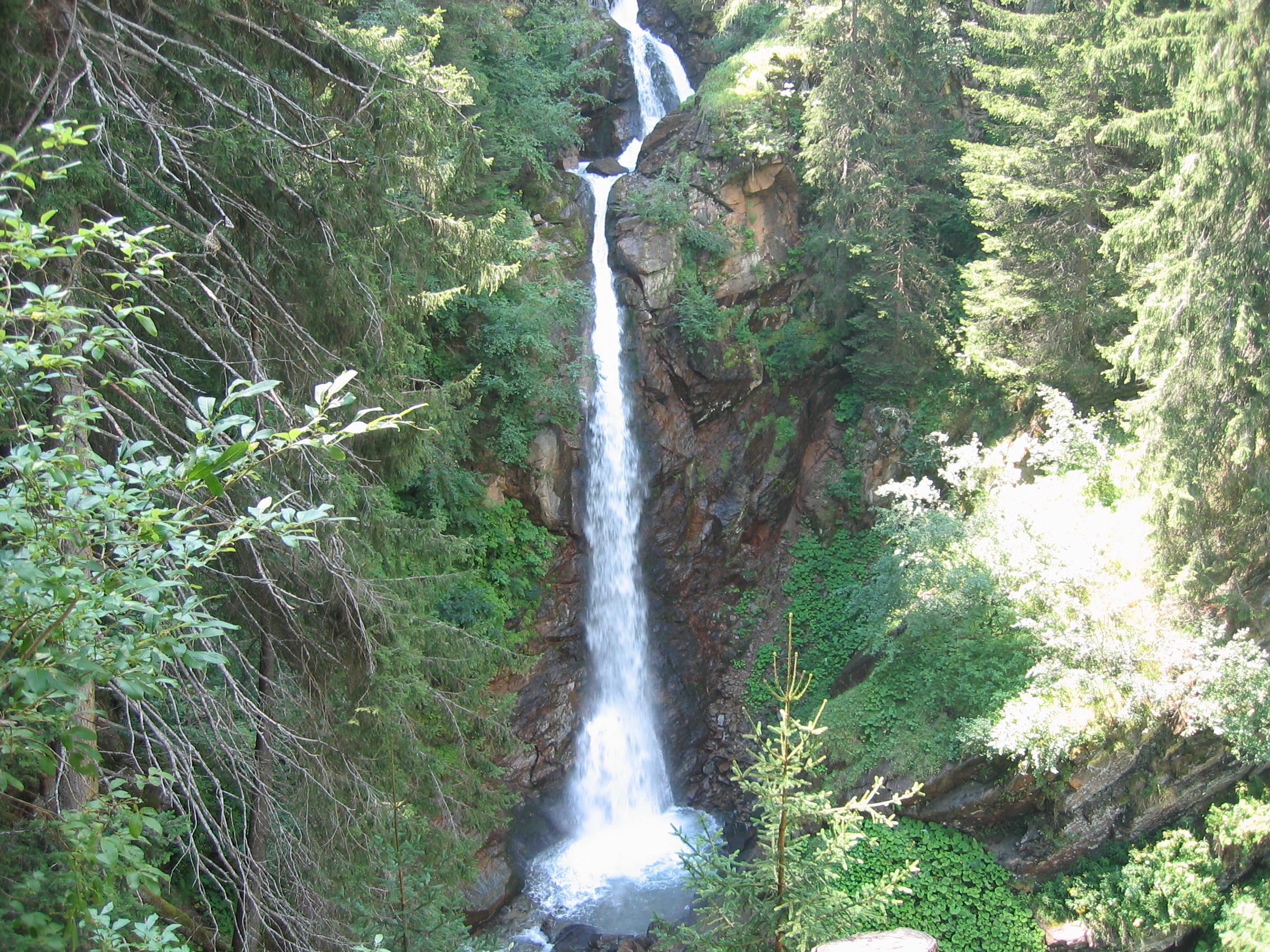
夏季时的瀑布

拉比（義大利語：Rabbi）是意大利特伦蒂诺-上阿迪杰大区特倫托自治省的市镇，位于特伦托西北40公里处。市镇面积为	132.4平方公里，2004年人口数量为1,447人。